# 国民革命军第95师
国民革命军第95师，為國民革命軍的陸軍部隊，号称对解放军作战“在华北没有丢过一挺机枪”的“赵子龙师”，是辽沈战役塔山阻击战中特别著名的一支中央军部队，在撤退至臺灣後，遭到裁併，最後成為中華民國陸軍步兵第一〇四旅

## 历史
1926年9月17日，冯玉祥五原誓师，绥西经宁夏陕西，解围西安后东出潼关。马鸿逵归顺冯玉祥，任第4路军总司令兼第4军军长率部出潼关参加國民革命軍北伐。守泰安，后又移防徐州。1929年马鸿逵叛冯投蒋，被任命为国民革命军第十五路军总指挥兼第11军军长。中原大战后，马鸿逵部整编为国民革命军陆军第35师，辖三旅九团，驻信阳。马鸿逵率5个团就任宁夏省主席，驻信阳的4个团由河南省主席兼驻豫绥靖公署主任刘峙改编为河南追剿军第一纵队，纵队司令唐俊德（保定二期、湖南石门人），在河南的部隊從此脫離马鸿逵指揮，成為南京國民政府控制的武力之一。1934年秋，在河南省開封与新编第40旅合编为国民革命军第95师，辖2旅（283旅、284旅）4团（280、283、284、289），師長唐俊德。
1937年抗战爆发后，95師调郑州守备黄河南岸，但在前任師長李鐵軍的要求下，95師師長羅奇撥出3個營支援松滬會戰，這批部隊後來全數損失。1938年初调往河南省北進支援徐州會戰。在徐州会战撤退後進入田家鎮，後調往江西省北部，轉隶属于李仙洲第九十二军。1938年秋改隶陈沛第三十七军，在瑞昌作战。随第三十七军在第九战区参加了第一、二、三次长沙会战和长衡会战。在經過多場戰爭的耗損後，原先的寧夏與河南部隊基本上已經被湖南、湖北的壮丁替換，指揮軍官也由黄埔軍校畢業生擔任，從地方改編部隊轉換為中央軍系部隊。
1944年夏由军长罗奇率军部和第95师赴广西改隶第四战区，未及参加桂柳会战，退到那坡县驻防。1945年春第三十七军被撤销，第95师改隶黄涛第六十二军，该军隶属于张发奎第二方面军。
1945年8月日本投降后，随第六十二军开赴越南河内受降。1945年9月随第六十二军从海防乘船赴台湾驻防。1946年95師撤裁一個團，缩为整编第95旅，隶属林伟俦整编第62师。1947年随整62师海运华北，整编第95旅改称第95师，下辖第283团、284团、285团。在徐水县、固城镇、胜芳镇以及保定以南的芳庄多次作战，号称未尝一败。1948年夏，脱离第六十二军序列，直属于华北剿总，改称独立第95师，辖283团（团长席宸炫）、284团（团长周绍福）、285团（团长詹仰强）。
1948年9月辽沈战役爆发后，编入东进兵团从锦西进攻塔山。总统华北战地视察官罗奇中将督战指导。1948年10月13日，独立第95师全体官兵战前动员高呼“没有九十五师攻不下的阵地”，发动了全师密集队形的集团冲锋。东野第四纵队以炮兵摧毀其衝鋒攻勢。独立第95师在攻堅戰中整師伤亡三分之二，缩编成3个营撤驻塘沽。平津战役中残部随塘沽侯镜如第十七兵团海运上海，该师编入第七十五军，守备上海机场。上海解放时海运撤入舟山群島，在舟山撤退時轉移至臺灣島。
在臺灣整軍時，95師先是吸收了解編的國民革命軍第6師的人員補充缺損，更名為中華民國陸軍第16師。後因戰力評比依據，國民革命軍第七十五軍在改編為中華民國陸軍第九軍時，其所屬部隊均遭到裁併。16師最後被整併進中華民國陸軍第41師之122團。
1969年，陸軍第41師改編為「陸軍預備第4師」。
1976年，陸軍預備第4師更銜為「陸軍步兵第31師」；同年，再更銜為「陸軍步兵第104師」。
1999年，因應「精實案」組織調整，陸軍步兵第104師縮編為「陸軍步兵第104旅」。
2004年，因應「精進案」組織調整，陸軍步兵第104旅移編後備司令部並更銜為「後備第905旅」。
2013年，因應「精粹案」組織調整，後備第905旅移編陸軍司令部並更銜為「陸軍步兵第104旅」，隊名「常山部隊」，駐地台中市成功嶺新兵訓練中心。